# Коиль-Гув
Коиль-Гув (Блэквуд; англ. Coill Dubh, также Blackwood; ирл. Coill Dhubh [kəilʲ ɣʊw]) — деревня в Ирландии, находится в графстве Килдэр (провинция Ленстер) у пересечения региональных дорог R403 и R408.

## Демография
Население — 684 человека (по переписи 2006 года). В 2002 году население составляло 592 человек.
Данные переписи 2006 года:
| Общие демографические показатели |               |                               |                               |      |      |
| Всё население                    | Всё население | Изменения населения 2002—2006 | Изменения населения 2002—2006 | 2006 | 2006 |
| 2002                             | 2006          | чел.                          | %                             | муж. | жен. |
| 592                              | 684           | 92                            | 15,5                          | 353  | 331  |